# Eloeophila ussuriana
Eloeophila ussuriana là một loài ruồi trong họ Limoniidae. Chúng phân bố ở miền Cổ bắc.